# أنوك أيمي
أنوك أيمي (بالفرنسية: Anouk Aimée) (27 أبريل 1932 – 18 يونيو 2024) هي ممثلة أفلام من فرنسا. ولدت في باريس.

## جوائز وترشيحات
حصلت على جوائز منها:
- سيزر التكريمية (2002)
- جائزة أفضل ممثلة، عن عمل: قفزة في الظلام (1980)
- جائزة غولدن غلوب لأفضل ممثلة - فيلم دراما، عن عمل:رجل وامرأة (1966).

ترشحت لـ:
- جائزة سيزر لأفضل ممثلة، عن عمل: حبي الأول (1979)
- جائزة الأوسكار لأفضل ممثلة، عن عمل:رجل وامرأة (1966)
- جائزة غولدن غلوب لأفضل ممثلة - فيلم دراما، عن عمل:رجل وامرأة (1966)
- جائزة الجمعية الوطنية للنقاد السينمائيين لأفضل ممثلة، عن عمل:رجل وامرأة (1966).

## الوفاة
توفيت أنوك أيمي في 18 يونيو 2024 عن عمر ناهز الثانية والتسعين.

## روابط خارجية
- أنوك أيمي على موقع IMDb (الإنجليزية)
- أنوك أيمي على موقع الموسوعة البريطانية (الإنجليزية)
- أنوك أيمي على موقع روتن توميتوز (الإنجليزية)
- أنوك أيمي على موقع مونزينجر (الألمانية)
- أنوك أيمي على موقع ألو سيني (الفرنسية)
- أنوك أيمي على موقع ميوزك برينز (الإنجليزية)
- أنوك أيمي على موقع تيرنر كلاسيك موفيز (الإنجليزية)
- أنوك أيمي على موقع أول موفي (الإنجليزية)
- أنوك أيمي على موقع قاعدة بيانات الأفلام السويدية (السويدية)
- أنوك أيمي على موقع إن إن دي بي (الإنجليزية)